# Патрокл Македонянин
Патрокл Македонянин (дав.-гр. Πατροκλής ο Μακεδών) — стародавній грецький наварх, стратег, географ та дослідник. За дорученням базилевса елліністичного Близького Сходу Селевка I досліджував Каспійське море.

## Біографія
Патрокл був македонським військовиком, який служив діадоху, Селевку I Нікатору. Відомо, що він був посланником у Індії. Під час Вавилонської війни Патрокл був намісником Вавилона. У 311 році до н. е. Деметрій Поліоркет з двадцятитисячним військом вирушив з Дамаска у похід на Вавилон. Почувши про це, Патрокл наказав жителям міста покинути Вавилон. А сам зі своїм нечисельним військом переміщався по сатрапії, використовуючи канали та течію річок як захист від військ противника. Деметрій захопив та розграбував Вавилон, але згодом він був вимушений покинути місто. Пізніше Патрокл був правителем областей біля Каспійського моря .

## Періпл Каспійського моря

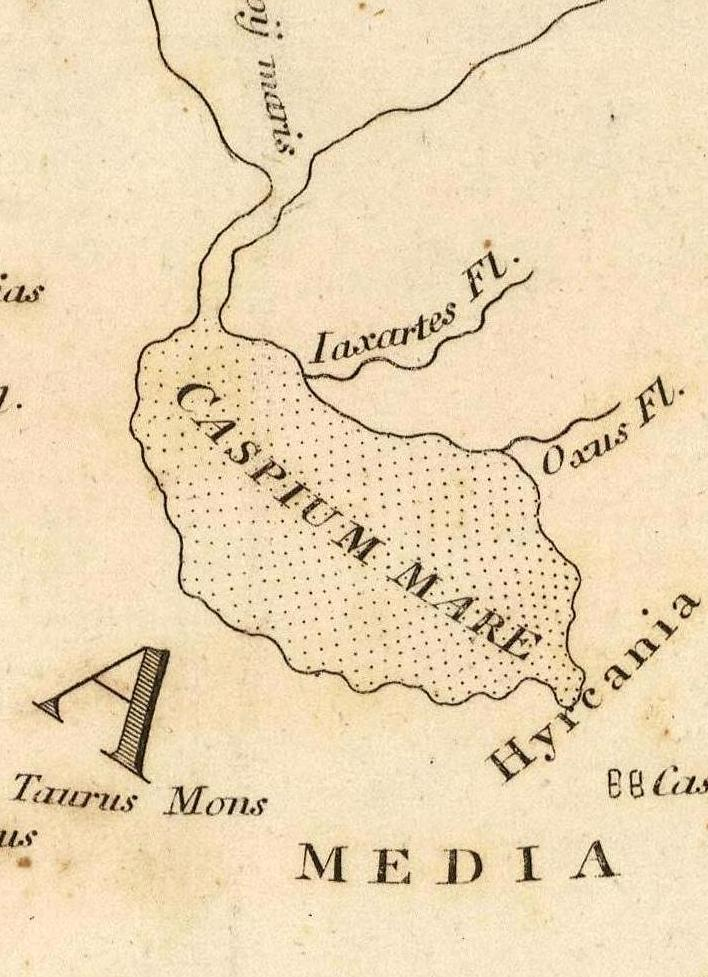
Карта світу за Страбоном. Каспій з'єднується з Океаном.

Ще Геродот у V столітті до н. е. висловлював припущення, що Каспійське море є замкнутим басейном. Під час всегрецького походу в Азію, Александр Македонський готував морську експедицію для дослідження питання, чи є Гірканське (Каспійське) море внутрішнім озером або морською затокою. Смерть Александра перешкодила здійсненню експедиції. Експедиція була здійснена одним з його діадохів, Селевком I Нікатором. Експедицію очолив наварх Патрокл. 
Експедиція відбулася, імовірно, між 285 і 282 роками до н. е. Деякі дослідники вважають, що Патрокл дійшов на півночі до сьогоднішнього півострова Мангишлак і північно-східної акваторії Каспійського моря, великий простір якої призвів до помилкового висновку, що Каспійське море є морською затокою. Інші дослідники вважають, що причиною помилки могла послужити протока, що веде у нинішній Кара-Богаз-Гол. Розміри затоки і її висока солоність могли привести Патрокла до помилкового висновку, що це океанська затока.
Патрокл написав працю про свою подорож, яка на сьогоднішній день вважається втраченою.
Селевк помер у 281 р. до н. е. і його спадкоємцем став Антіох I Сотер. У 280 році до н. е. Антіох почав війну з коаліцією грецьких міст північній частині Егейського моря, яку очолював цар Віфінії Нікомед I. Патрокл був призначений Антіохом стратегом західних областей Малої Азії. Мемнон Гераклійський пише, що під час походу на Віфінію військо Патрокла було розбите, а сам він загинув у бою.
Про Патрокла Македонянина та його експедиції писали Вітрувій, Діодор Сицилійський, Страбон, Пліній Старший та Ератосфен.
Помилкове уявлення Патрокла про те, що Каспійське море сполучається з океаном, не спростовувалося, за рідкісними винятками, до XIV і протрималося до XVI століття н.е.